# Кампанелла, Рой
Рой Кампанелла (англ. Roy Campanella, 19 ноября 1921, Филадельфия, Пенсильвания — 26 июня 1993, Вудленд-Хиллз, Калифорния) — американский бейсболист, кэтчер. С 1948 по 1957 год выступал в Главной лиге бейсбола за «Бруклин Доджерс». Победитель Мировой серии 1955 года. На протяжении восьми лет с 1949 по 1956 год приглашался на Матч всех звёзд Лиги. Трижды, в 1951, 1953 и 1955 годах, признавался Самым ценным игроком Национальной лиги.
Второй чернокожий игрок после Джеки Робинсона, который был признан Самым ценным игроком, а затем избран в Национальный бейсбольный Зал славы. По оценкам создателя саберметрической статистики Билла Джеймса, Кампанелла занимает третье место в списке лучших кэтчеров в истории МЛБ.

## Биография

### Ранние годы и начало карьеры
Рой Кампанелла родился 19 ноября 1921 года в Филадельфии. Отец, Джон Кампанелла, имел сицилийские корни, занимался разъездной торговлей рыбой и овощами, позднее работал управляющим продуктовым магазином. Мать Роя, Ида, была афроамериканкой, занималась домашним хозяйством. В детстве Роя дразнили полукровкой и по этой причине он часто вступал в драки. В семье он был младшим из четырёх детей. До Роя у Иды родился ещё один сын, умерший в раннем возрасте. Старшего брата Роя звали Лоуренс, сестёр — Глэдис и Дорис. Семья жила в районе Германтаун, а позднее, когда Рою исполнилось семь лет, переехала в Найстаун.
Рой учился в средней школе Гиллеспи, затем поступил в старшую школу Саймона Гратца. Он играл за школьные команды по футболу и баскетболу, но самой большой его страстью был бейсбол. Несмотря на то, что чернокожих в командах было меньшинство, Роя неизменно выбирали капитаном. В тот период интерес к нему проявлял клуб «Филадельфия Филлис», но непреодолимым препятствием стал цвет кожи подростка.
В 1937 году, в возрасте 15-и лет, Рой начал играть за полупрофессиональную команду «Бачарах Джайентс». Его мать сначала возражала против этого, но когда выяснилось, что за уик-энд Рой получит больше, чем его отец зарабатывал за неделю, изменила свою точку зрения. Выступления Роя привлекли внимание профессионального клуба Национальной негритянской лиги «Балтимор Элит Джайентс». В 16 лет он отказался от прежнего желания стать архитектором, бросил учёбу и сосредоточился на бейсбольной карьере. В 1939 году вместе с командой Рой стал победителем чемпионата Лиги.
В 1939 году Рой женился на Бернис Рэй, которая родила ему двух дочерей. Так как на его содержании находилось три человека, он получил категорию 3-А и не был призван в армию во время Второй мировой, но был обязан отработать определённое количество времени на военном заводе.
В 1942 году Кампанелла не смог договориться об условиях контракта с клубом и уехал играть за «Султанес де Монтеррей» в Мексиканской лиге. Там же он провёл и сезон 1943 года, после чего вернулся в Балтимор.
В октябре 1945 года Рой сыграл за сборную лучших чернокожих игроков против сборной Главной лиги бейсбола, которой руководил тренер «Бруклин Доджерс» Чарли Дрессен. После завершения серии игр, Дрессен пригласил Кампанеллу на встречу с совладельцем и генеральным менеджером «Доджерс» Бранчем Рикки. После четырёхчасовой беседы Рикки спросил Роя, что он думает об игре за его клуб, но Кампанелла решил что его приглашают в команду чернокожих «Бруклин Браун Доджерс» и отказался. Несколько дней спустя Рой узнал от Джеки Робинсона о его контракте с «Доджерс» и понял о чём говорил Рикки.
Весной 1946 года Кампанелла вернулся из поездки по Южной Америке. Весенние сборы «Доджерс» уже начались и места в основном составе команды не было. Руководство команды попыталось отправить его и Дона Ньюкомба в фарм-клуб в Данвилл, но руководство младшей лиги не допускало участия в чемпионате чернокожих игроков. В результате Рой оказался в «Нашуа Доджерс», выступавших в Лиге Новой Англии. Как и многим другим чернокожим игрокам, ему пришлось выступать на значительно более низком уровне, чем его талант. Существенно потерял Рой и в деньгах — его зарплата в фарм-клубе составляла 185 долларов в месяц вместо 600, которые он получал в Балтиморе. По итогам сезона 1946 года Кампанелла получил приз Самому ценному игроку лиги, отбивая с показателем 29,0 %. Игра в Нашуа изменила и жизнь родителей Роя — местный фермер пообещал за каждый выбитый хоум-ран дарить его автору по сто цыплят. В конце года отец Роя получил 1 400 птенцов и организовал птицеферму.
Весной 1947 года Рой отправился на сборы вместе с «Доджерс», но в состав на сезон не попал. Вместе с Робинсоном, Ньюкомбом и Роем Партлоу Кампанеллу отправили в фарм-клуб «Монреаль Роялс». Позднее Робинсон был возвращён в состав «Доджерс» и начал пробивать дорогу чернокожим в Главной лиге, Ньюкомб вновь отправился в Нашуа, а Партлоу был отчислен из команды. Кампанелла остался в «Роялс» и по итогам сезона был признан Самым ценным игроком Международной лиги. Уровень игры позволил бы ему успешно играть в МЛБ, но место кэтчера в Доджерс было занято Брюсом Эдвардсом — одним из лучших игроков Национальной лиги.

### Главная лига бейсбола
Весной 1948 года Эдвардс получил травму руки и Кампанелла занял его место. 20 апреля, в день открытия сезона, он дебютировал за «Бруклин», выйдя на замену в седьмом иннинге. Реливер «Нью-Йорк Джайентс» Кен Тринкл встретил чернокожего новичка подачей в тело — распространённая практика в тот период истории игры. С 15 мая по 2 июля Рой выступал за фарм-клуб бруклинцев «Сент-Пол Сейнтс» в Американской Ассоциации. К моменту его возвращения в основной состав «Доджерс» шли на седьмом месте в Национальной Лиге. После этого команда одержала 57 побед при всего 36-и поражениях. Всего в дебютном сезоне в МЛБ Кампанелла провёл 83 игры и стал лучшим кэтчером Национальной лиги по проценту предотвращённых краж баз. Кроме того, он получил восемь баллов в голосовании на звание Самого ценного игрока.
В 1949 году Рой закрепился в основном составе команды. По ходу сезона из младших лиг в «Доджерс» был переведён питчер Дон Ньюкомб, с которым они составили первую чернокожую батарею в истории МЛБ. В том же сезоне он, Ньюкомб, Джеки Робинсон и Ларри Доби из «Индианс» стали первыми чернокожими участниками Матча всех звёзд Главной лиги бейсбола. Кампанелла вышел на поле в четвёртом иннинге матча и бессменно занимал позицию кэтчера сборной Национальной лиги до восьмого иннинга звёздной игры 1954 года.
С точки зрения статистики лучшим годом в карьере Роя стал 1951. Несмотря на ряд травм, он установил личный рекорд, отбивая с показателем 32,5 %, выбил 33 хоум-рана и сделал 108 RBI. В голосовании, определявшем Самого ценного игрока Лиги, Кампанелла опередил Стэна Мьюсела из «Сент-Луис Кардиналс». В Американской лиге приз получил Йоги Берра и, впервые в истории МЛБ, приз MVP в обеих лигах достался кэтчерам.
Следующий сезон получился неудачным. После серии небольших повреждений, в июле, Кампанелла получил серьёзную травму локтя. Её последствия сказались на способности отбивать мяч. В семи играх Мировой серии против «Нью-Йорк Янкис» Кампанелла смог отметиться только шестью синглами, а его команда проиграла трофей. Полностью восстановился Рой к весне 1953 года. В регулярном чемпионате он отличился 41-м хоум-раном и стал лучшим в Национальной лиге по числу RBI — 142, лучший результат среди кэтчеров МЛБ, продержавшийся до 1970 года. В Мировой серии «Доджерс» вновь встретились с «Янкис». Кампанелла в первой игре серии получил попадание мячом в руку и не мог правильно держать биту. В результате «Янкис» выиграли первые два матча, а затем и серию с общим счётом 4:2. Несмотря на поражение команды, Рой получил свою вторую награду Самому ценному игроку.
Во время предсезонной подготовки в 1954 году Кампанелла получил серьёзную травму запястья, осколки кости повредили нервные окончания. После проведённой в начале мая операции он вернулся в строй всего через месяц, но играть в полную силу не смог. Тем не менее, с ним в составе команда выигрывала чаще — 62,3 % игр против 54,2 %. «Доджерс» заняли второе место в Национальной лиге, а Рой в конце сезона отправился на ещё одну операцию.
Несмотря на опасения, что последствия травм приведут к снижению уровня игры и раннему завершению карьеры, сезон 1955 года стал одним из лучших в карьере Кампанеллы. К середине сезона он был лучшим отбивающим в Национальной лиге когда получил очередное повреждение — на этот раз после попадания мяча в колено. Из-за этого он пропустил две недели, включая перерыв на Матч всех звёзд, в котором он не сыграл впервые с 1949 года. Его показатель отбивания составил 31,8 % и по итогам сезона Рой получил свой третий приз Самому ценному игроку. «Доджерс» заняли первое место и в Мировой серии обыграли «Янкис».
В 1956 году Доджерс снова выиграли чемпионат Национальной лиги — последний раз перед переездом в Лос-Анджелес. В играх Мировой серии победу одержали Нью-Йорк Янкис. Кампанелла страдал из-за болей в правой руке, на которой он перенёс две операции. По ходу чемпионата он сломал большой палец на ней же, ударившись рукой о биту во время попытки пик-оффа. Более пятидесяти игр Рой пропустил в 1957 году, впервые с начала карьеры в МЛБ не попав в состав участников Матча всех звёзд.

### Автомобильная авария и окончание карьеры
В январе 1958 года карьера Роя Кампанеллы оборвалась в результате автомобильной аварии. В межсезонье он работал в собственном магазине в Гарлеме. В роковой день он задержался на работе допоздна, к тому же его собственный автомобиль находился в ремонте и ехать домой Рою пришлось на арендованной машине. На скользкой дороге он не справился с управлением и врезался в столб, затем автомобиль перевернулся. Кампанелла оказался зажат между сиденьем и рулевым колесом. Он получил перелом шеи и повредил спинной мозг, из-за чего нижняя часть тела впоследствии оказалась парализована. Один из лучших игроков Лиги оказался в инвалидном кресле.
В течение года «Доджерс» продолжали выплачивать ему зарплату по контракту. 7 мая 1959 года на стадионе «Мемориал Колизеум» в Лос-Анджелесе была организована выставочная игра в честь Кампанеллы. На игру пришло 93 103 зрителя — рекорд посещаемости бейсбольных матчей.

### После бейсбола
После аварии произошли перемены и в личной жизни Роя. Его вторая жена, Рут Уиллис, не смогла привыкнуть к тому, что муж оказался парализован. Развод они оформить не успели, так как в 1963 году Рут умерла от сердечного приступа в возрасте сорока лет. 5 мая 1964 года Рой женился в третий раз — супругой стала Рокси Доулс, которая прожила с Роем всю его оставшуюся жизнь.
После реабилитации Рой смог в достаточной степени двигать руками, чтобы самостоятельно есть и даже давать автографы с помощью специального приспособления, установленного на кресле. Несмотря на все сложности, он оставался таким же жизнерадостным как и в бытность игроком. В 1969 году Кампанеллу избрали в Зал славы бейсбола, а также ему был вручён Бронзовый медальон — высшая награда Нью-Йорка для гражданских лиц. Тремя годами позже «Доджерс» вывели из обращения № 39, под которым играл Рой.
До 1978 года он жил в Нью-Йорке, руководил своим магазином и вёл спортивную программу «Campy’s Corner» на радио. Рой оставался частью «Доджерс», помогал скаутам клуба и консультировал спортивный клуб «Веро-Бич», на базе которого проходили весенние сборы команды. Затем он переехал в Лос-Анджелес, где работал помощником директора клуба по связям с общественностью.
Рой Кампанелла умер 26 июня 1993 года от сердечного приступа, прожив 71 год. В 2006 году Почтовая служба США выпустила марку в его честь. В том же году «Лос-Анджелес Доджерс» учредили Награду Роя Кампанеллы, вручаемую игрокам клуба за их лидерские качества и моральный дух. В автобиографии «It’s Good to Be Alive» он писал: я хотел закончить свою карьеру в Бруклине и моя мечта сбылась, пусть и другим образом.
В 2015 году газета «Los Angeles Times» включила Кампанеллу в число двадцати лучших игроков «Доджерс» за всю историю команды под номером шесть.